# L'infanzia di Ivan
L'infanzia di Ivan (in russo Иваново детство?, Ivanovo detstvo) è un film del 1962 diretto da Andrej Tarkovskij. La pellicola è tratta dal racconto Ivan di Vladimir Bogomolov, ed è stata insignita del Leone d'oro al miglior film al Festival di Venezia, ex aequo con Cronaca familiare di Valerio Zurlini.
In Unione Sovietica gli spettatori furono 16,7 milioni, il pubblico più vasto fatto registrare da un film di Andrej Tarkovskij.

## Trama
Ivan è un ragazzino dodicenne che sogna di essere ancora un fanciullo spensierato in compagnia della mamma. Ma in realtà Ivan è stato strappato precocemente all'infanzia dalla guerra. Dopo una rischiosa missione esplorativa dietro le linee tedesche, Ivan giunge a un comando militare, dove chiede al tenente Galtsev di essere messo in contatto con il colonnello Grjaznov e con il capitano Kholin per cui compie missioni di ricognizione. Dopo aver scritto un resoconto, il bambino, distrutto dalla fatica, si rifiuta di mangiare e si mette a riposare. Ivan sogna di nuovo la mamma. Al suo risveglio, il bambino riabbraccia il capitano Kholin. Tornato al suo comando, Ivan si scontra con il colonnello Grjasnov che, nell'imminente avanzata dell'esercito russo, lo vuole mandare nelle retrovie per proteggerlo. Ma il bambino vuole continuare a stare in prima linea. Rifiutandosi di obbedire agli ordini, Ivan scappa. In un campo, il bambino incontra un vecchio rimasto solo in mezzo a tanta devastazione.
Riportato alla base dal colonnello, Ivan continua a rifiutarsi di andare alla scuola di guerra dove è stato destinato. Intanto, il tenente Galtsev dà ordine al tenente medico Masha di rimettere in ordine l'assistenza medica prima dell'avanzata. Poco dopo, il capitano Kholin avvicina Masha e la corteggia. La prossima missione prevede l'attraversamento di un fiume per una ricognizione sull'altra sponda. Mentre esaminano le trincee, Kholin e Galtsev parlano di donne. Ivan farà parte della spedizione. Il bambino parla con il giovane tenente Galtsev dei tedeschi, mentre Kholin, insieme al soldato Katasonych, pianifica la missione. Il capitano Kholin parla di Ivan: il bambino non ha più i genitori e forse dopo la guerra verrà adottato dal generale Grjaznov. Intanto Ivan continua a vivere la paura e l'orrore della guerra. Parlando con il tenente Galtsev, il bambino si mostra sempre più convinto di voler continuare a vivere in prima linea le vicende belliche. Intanto il capitano Kholin convoca il tenente Galtsev per sostituire Katasonych, di cui si sono perse le tracce, nella missione di ricognizione sull'altra sponda del fiume. I tre si preparano per la spedizione. In procinto di partire, Galtsev scopre che Katasonych è morto per disgrazia in un agguato.
Galtsev, Kholin e Ivan attraversano il fiume per poi lasciar andare il fanciullo in esplorazione. Ivan si allontana nel buio. Tornati alla base, Kholin e Galtsev ascoltano il terribile silenzio della guerra. Tempo dopo, a guerra finita, negli uffici devastati del Reichstag, i due ufficiali russi scoprono un documento che attesta l'impiccagione del piccolo Ivan. Per Ivan, un "puro" ridotto dalla guerra a spietata macchina bellica, il tempo spensierato dell'infanzia è perduto per sempre.

## Produzione
Il progetto di un film tratto dal racconto di Bogomolov, tradotto in più di venti lingue, fu affidato dalla Mosfil'm ad Andrej Tarkovskij nel giugno 1961, dopo essere stato sottratto, nel dicembre precedente, alla regia del giovane Eduard Abalov, ritenuta insoddisfacente da produzione e commissioni artistiche. Molte scelte produttive del regista furono quindi dettate dalla limitatezza dei mezzi finanziari e dai tempi. Ad esempio, la scelta per il ruolo di Ivan cadde su un ragazzo già notato dal regista ai tempi in cui ancora frequentava il VGIK (Istituto statale di cinematografia) e che aveva interpretato un ruolo in un saggio cinematografico del suo compagno di corso Andrej Končalovskij (Giovani e colombi). Il giovane Nikolaj Burljaev si rivelò un interprete di eccezione, uno dei più talentuosi attori bambini della storia del cinema russo, tanto che Andrej Tarkovskij lo vorrà nuovamente con sé, affidandogli una parte di rilievo anche in Andrej Rublëv (1966).
La sceneggiatura fu riscritta in quindici giorni. Peraltro, la sceneggiatura iniziale dovuta a Michail Papava, che aveva radicalmente trasformato il racconto di Bogomolov (Ivan, invece di morire è arrestato dai nazisti e tradotto in un campo di concentramento, da cui viene liberato dall'avanzata dell'esercito sovietico), era già stata modificata a seguito delle proteste dell'autore. In questo lavoro, come sarebbe stato per il successivo Andrej Rublëv, il regista fu assistito in modo decisivo da Končalovskij, che pure nei titoli è accreditato solo come attore.
Per quanto imposta, in qualche misura, dalla fretta, estremamente felice si rivelò la scelta, per la fotografia, di Vadim Jusov, che aveva già collaborato con Tarkovskij nel precedente film Il rullo compressore e il violino. Gli effetti di illuminazione degli interni in cui si possono cogliere echi dell'espressionismo tedesco, l'uso di "...variazioni di angolazione e spostamenti avanti e indietro della cinepresa lunghi e di inquietante complicazione...", assecondano il poetico fluire della narrazione tra l'oscura realtà della guerra e i luminosi flashback in cui Ivan ricorda e fantastica di un'infanzia sottrattagli per sempre.
Il film fu girato in gran parte nei dintorni di Kaniv, città ucraina lungo il Dnepr.

## Critica
L'infanzia di Ivan anticipa di pochi mesi gli attacchi di Chruščëv all'astrattismo e al cosmopolitismo filo-occidentale di certa arte sovietica e può essere considerato uno degli ultimi atti del disgelo culturale avviato in URSS nella seconda metà degli anni cinquanta.
Nel suo saggio autobiografico Scolpire il tempo, il regista rivela di essersi invariabilmente scontrato con "le proteste della produzione cinematografica, ogni volta che ci sforzavamo di sostituire i collegamenti narrativi con collegamenti poetici...Tutti i bruschi passaggi del nostro film dai sogni alla realtà e viceversa... a molti apparivano scorretti".
A dispetto di ciò e del contenuto morale di un soggetto che denunciava il "carattere innaturale della guerra" nella rappresentazione della devastazione della personalità di un ragazzo, anche in Occidente e in particolare da parte della sinistra italiana, il film fu accusato di formalismo, calligrafismo e di essere un prodotto di " cultura decadente ", con cadute nel morboso. In sua difesa si erse, contro un articolo su l'Unità del 9 ottobre 1962, Jean-Paul Sartre che, tra le altre cose, scriveva: